# ديف بروبيك
ديفيد وارن بروبيك (بالإنجليزية: Dave Brubeck)‏ (6 ديسمبر 1920 - 5 ديسمبر 2012) هو عازف بيانو وملحن أمريكي لموسيقى الجاز، وُلد في كونكورد بولاية كاليفورنيا، حصل على العديد من الجوائز الموسيقية والأوسمة في حياته، حيث حصل على جائزة غرامي لإنجاز العمر في عام 1996. وصف بانه «أحد نجوم موسيقى الجاز الأوائل» من قبل صحيفة لوس أنجلوس تايمز.

## جوائز
حاصل على العديد من الجوائز منها:
- جائزة كونيكتيكت للفنون (1987)
- الميدالية الوطنية للفنون (1994)
- دكتوراه في اللاهوت المقدس، دكتوراه فخرية، جامعة فرايبورغ، سويسرا (2004).[27]
- جائزة بنجامين فرانكلين للدبلوماسية العامة (2008).[28]
- درجة الشرف في مدرسة إيستمان للموسيقى (2008).[29]
- مرتبة الشرف من مركز كينيدي الثقافي (2009).[30]
- الدرجة الفخرية من جامعة جورج واشنطن (2010).[31]

## روابط خارجية
- ديف بروبيك على موقع IMDb (الإنجليزية)
- ديف بروبيك على موقع الموسوعة البريطانية (الإنجليزية)
- ديف بروبيك على موقع مونزينجر (الألمانية)
- ديف بروبيك على موقع ألو سيني (الفرنسية)
- ديف بروبيك على موقع ميوزك برينز (الإنجليزية)
- ديف بروبيك على موقع أول موفي (الإنجليزية)
- ديف بروبيك على موقع قاعدة بيانات الأفلام السويدية (السويدية)
- ديف بروبيك على موقع إن إن دي بي (الإنجليزية)
- ديف بروبيك على موقع أول ميوزيك (الإنجليزية)
- ديف بروبيك على موقع ديسكوغز (الإنجليزية)